# Frachthafen Kaunas

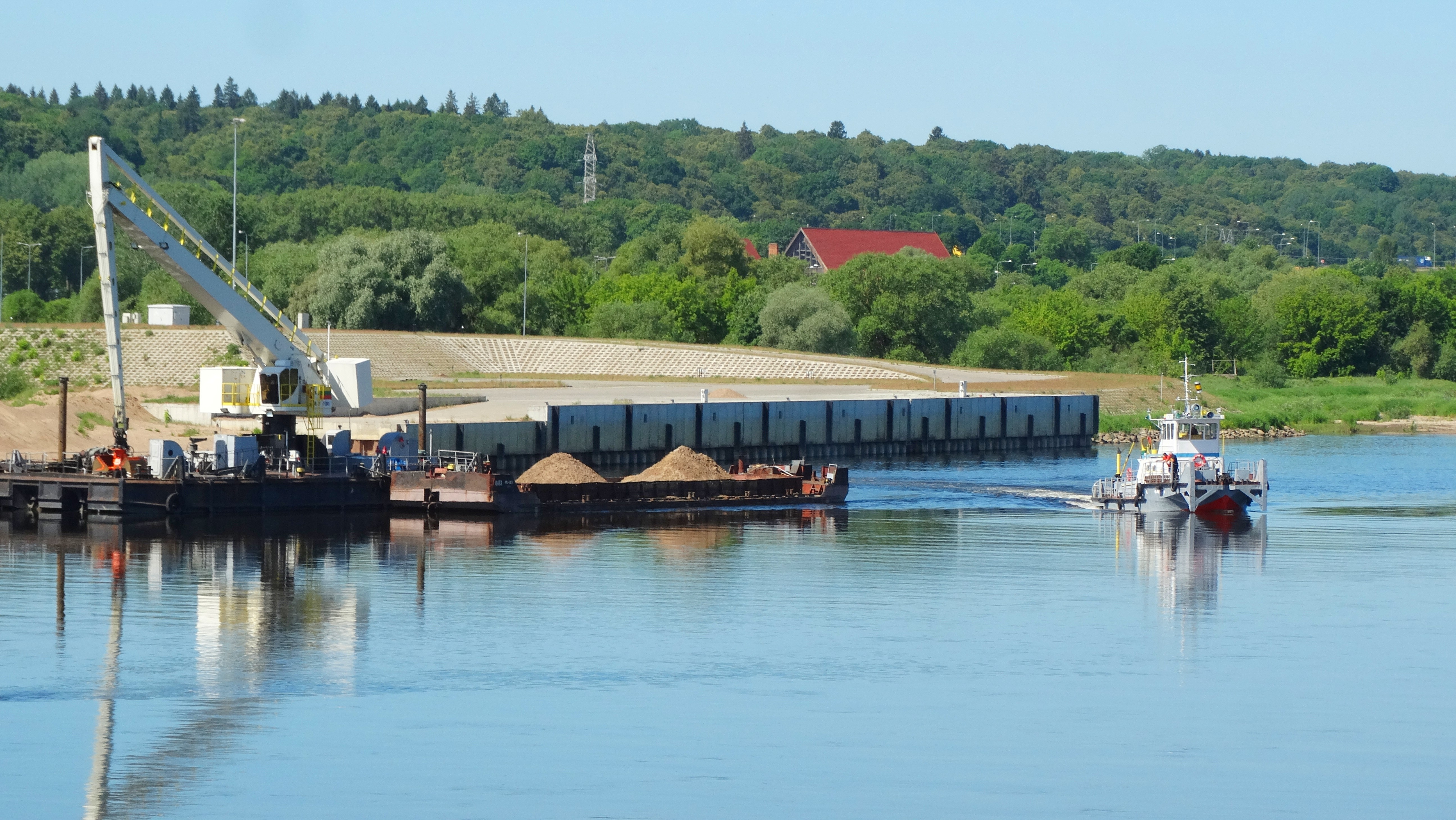
Hafen Marvelė

Der Frachthafen Kaunas (lit. Kauno krovinių uostas; Hafen Marvelė, lit. Marvelės uostas) ist ein Binnenhafen in der zweitgrößten litauischen Stadt Kaunas. Der Hafen befindet sich im Stadtteil Marvelė, am linken (westlichen) Ufer der Memel (lit. Nemunas).

## Geschichte
Der alte, 1970 in Žemoji Freda gebaute Frachthafen wurde ab 1996 wenig genutzt und 2004 verkauft. 2007 gab es schon keine Fracht. 2004 beschloss der Rat der Stadtgemeinde Kaunas, dass der neue Hafen in Petrašiūnai sein sollte. Die neue Stadtregierung lehnte diesen Vorschlag ab. Im Hafengebiet entwickelte man danach ein Wohn- und Geschäftsviertel.
2006 wurde eine Machbarkeitsstudie für die Flussstrecke Klaipėda–Kaunas durchgeführt. Im Juni 2015 wird der erste Bauabschnitt mit der Hilfe von EU-Investitionen im Wert von 2,8 Mio. Euro abgeschlossen. Die Infrastruktur wird nach internationalen Anforderungen errichtet. Es sollen ein 120 m langer Kai und eine ein Hektar große Lagerfläche gebaut werden, Wasserleitungen, interne Stromnetze und Zufahrtsstraßen werden angelegt. Der Hafen wird vom litauischen Unternehmen UAB „Kamesta“ gebaut. Der Operator des Hafens sollte in der zweiten Hälfte 2016 geklärt werden. Man suchte nach Investitionen von 11 Mio. Euro. Doch seit 2016 wird der Frachthafen wegen unzureichender Flusstiefe nicht mehr in Betrieb genommen.